# Sanctuaire de Pellevoisin
Le sanctuaire de Pellevoisin est un sanctuaire diocésain de l'Église catholique aménagé sur le site des apparitions mariales de Pellevoisin à Estelle Faguette en 1876 dans la commune de Pellevoisin, dans l'Indre en France.
Dès après la « guérison miraculeuse de la voyante » et à la demande de Madame Marie-Luce, comtesse de La Rochefoucauld-Montbel, l'archevêque de Bourges, Mgr de La Tour d'Auvergne, autorise l'installation d'un « oratoire privé » dans la chambre de la voyante, le lieu des apparitions, en date du 10 mai 1876.
Suivra l'installation d'un couvent de sœurs contemplatives dominicaines en 1893. D'abord situé dans la seule maison antérieure aux apparitions, la comtesse financera sur ses fonds propres la construction d'un édifice adjacent à cette maison.
Achevé en 1897, le rez-de-chaussée de la maison initiale devient une chapelle conventuelle, dans laquelle l'oratoire privé de 1876, la « chambre des apparitions », est devenu le chœur. La barrière de clôture, solennellement inaugurée le 9 novembre 1899 finira par tomber en désuétude lorsque la « nef » de la chapelle sera ouverte aux croyants et aux pèlerins.
Plusieurs enquêtes canoniques ont été lancées, mais les processus n'ont pas été menés à terme. Néanmoins, le lieu de culte s'est développé, avec l'autorisation et le soutien des évêques successifs.
Un monastère de moniales dominicaines a été installé sur le lieu afin d'assurer l'accompagnement des pèlerins qui se rendent sur place. Des pèlerinages sont régulièrement organisés depuis 1876, avec un soutien du diocèse.
Le sanctuaire est un sanctuaire diocésain, c'est l'archevêque de Bourges qui nomme le recteur. L'archevêque nomme un membre de droit du bureau de l'Association du sanctuaire. Un « grand pèlerinage » annuel, le dernier dimanche d'août, est organisé tous les ans.
Pour accueillir des sessions, récollections ou retraites le « centre Estelle Faguette » a été inauguré à l'occasion du pèlerinage du 30 août 2009. Il comprend trois niveaux : au niveau 1 de plain-pied avec le sanctuaire se trouve l'accueil et une salle de conférence, au niveau plus un, 12 chambres et au niveau moins un, mais de plain-pied sur le parc, le réfectoire et la cuisine.
En vis-à-vis, une nouvelle « boutique du pèlerin » a également été construite, seule librairie religieuse du département de l'Indre.

## Historique

### Les apparitions
Les quinze apparitions mariales seraient survenues du 14 février 1876 au 8 décembre 1876 à Estelle Faguette, jeune femme de 33 ans, dans sa chambre, alors qu'elle était gravement malade. Après sa guérison en février, elle dit continuer de voir la Vierge Marie, à une dizaine de reprises. La Vierge lui aurait alors confié la mission de faire diffuser le scapulaire du Sacré-Cœur,.
Si l'évêque de son diocèse, et l’Église catholique regarde avec intérêt les messages et la dévotion au scapulaire du Sacré-Cœur a été encouragée par les papes, cependant l’Église ne s'est pas encore prononcée formellement sur l'authenticité de ces apparitions.
La dévotion à « Notre-Dame de Pellevoisin » est promue par le diocèse, des pèlerinages sont régulièrement organisés avec la présence de religieux et d'évêques. Le sanctuaire est un lieu de spiritualité mariale important dans le diocèse et toute la région, avec un rayonnement non négligeable au niveau national et même à l'étranger.
En 1983, l'évêque du lieu s'est prononcé formellement pour reconnaître comme « miraculeuse » la guérison de la voyante Estelle Faguette, en 1876.
Le 9 juin 2020, la Conférence des évêques de France a donné son accord pour l'ouverture du processus de béatification d'Estelle Faguette, dont on attend la confirmation par la Congrégation pour la Cause des Saints.

### Construction du sanctuaire

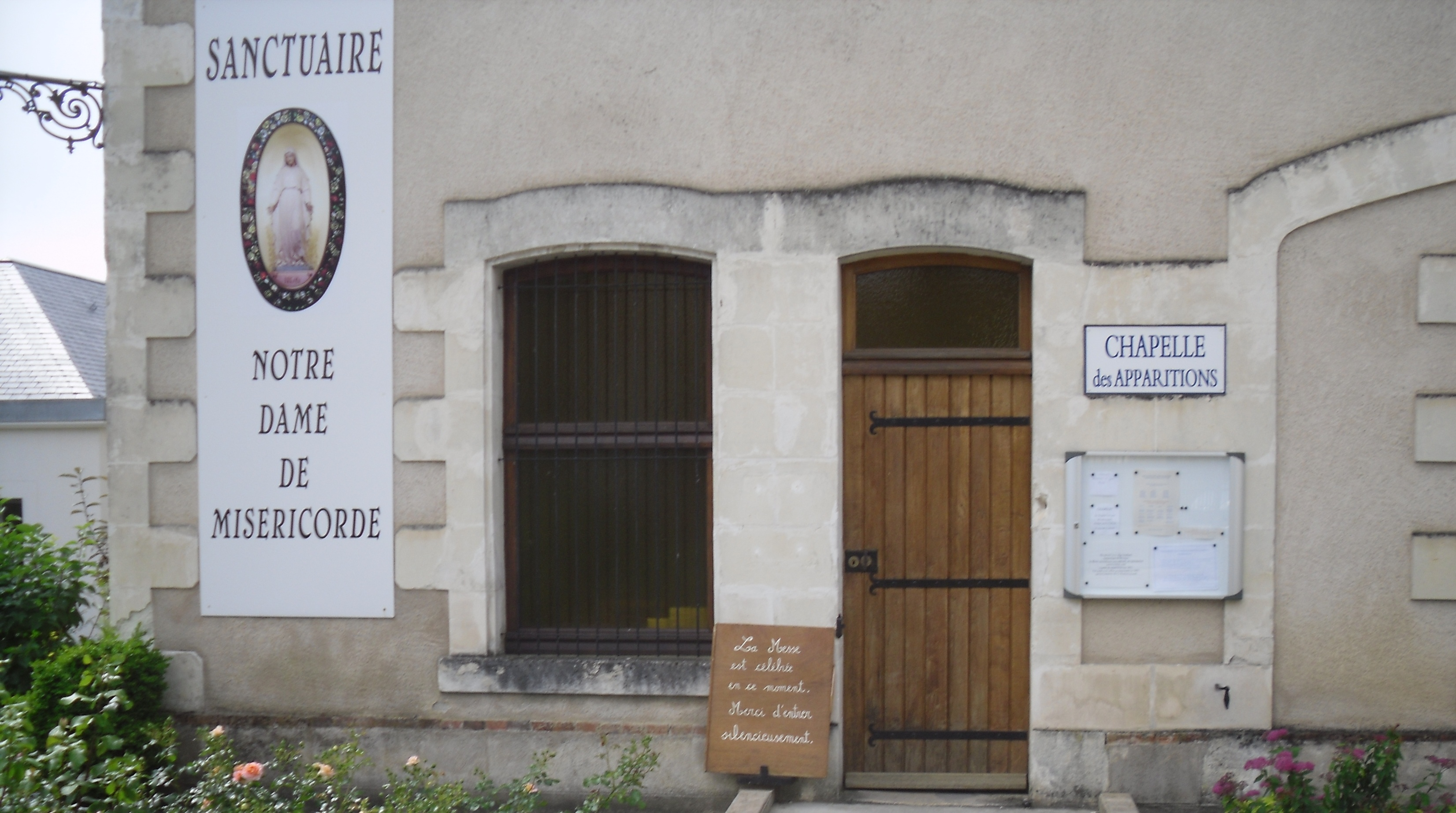
L'entrée de la chapelle du sanctuaire.

En 1876, l'évêque Mgr de La Tour d’Auvergne autorise à ce que la chambre de la voyante soit transformée en une chapelle privée. La comtesse Marie-Luce de La Rochefoucauld-Montbel fait alors transformer la chambre en oratoire privé, puis la maison qui lui appartient en couvent de dominicaines, qu'elle a grandement contribué à installer. La chapelle en occupera très vite une partie du rez-de-chaussée.

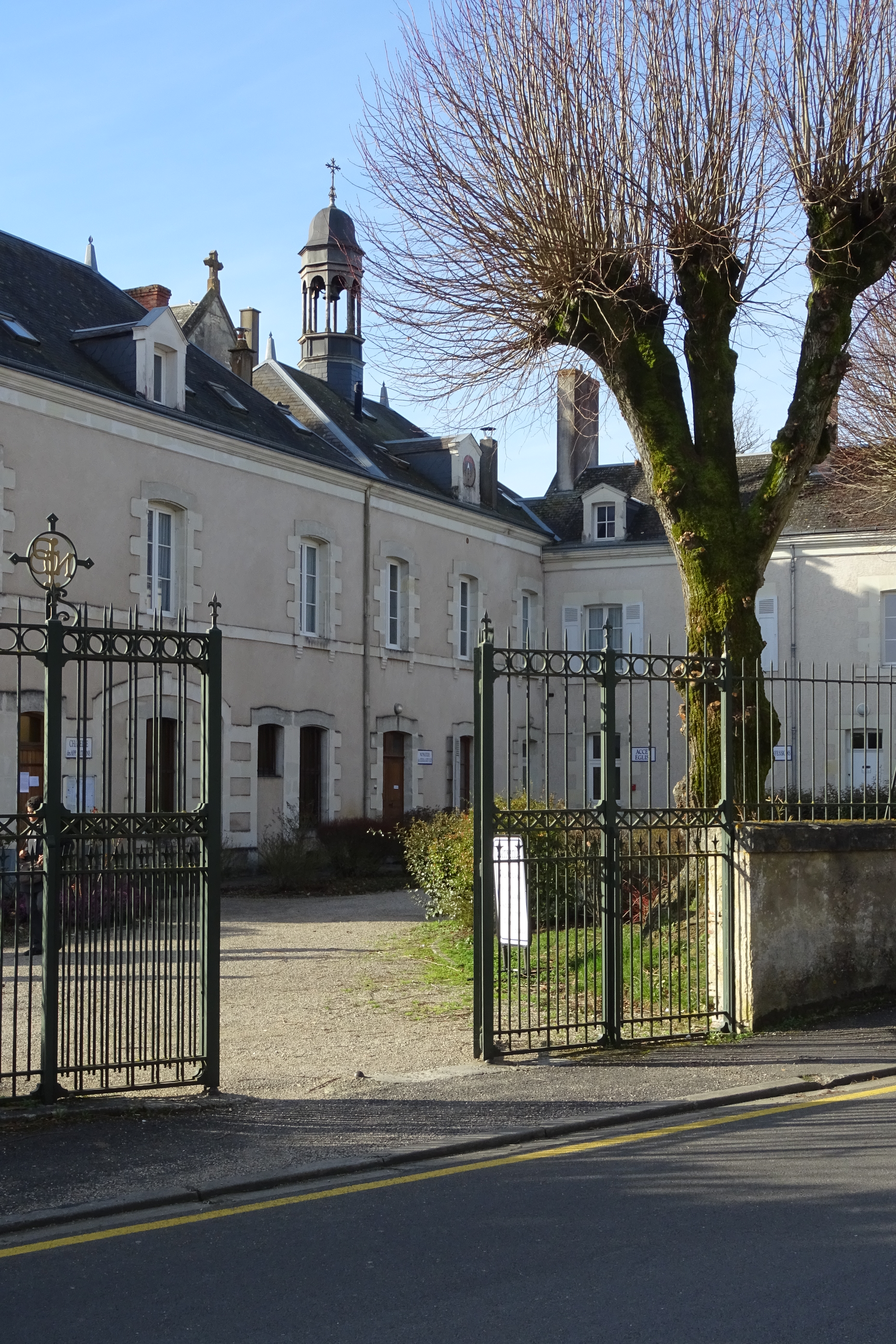
Depuis la grille principale, les deux ailes historiques du sanctuaire, construites entre 1890 et 1897.

De 1893 à 1897, la comtesse et les dominicaines construisent un couvent attenant à la « maison des apparitions » pour animer le sanctuaire. En 1998, Mgr Pierre Plateau confie le sanctuaire aux sœurs contemplatives de la Communauté Saint-Jean, les frères de cette communauté, déjà antérieurement présents sur Pellevoisin, sont alors chargés d'assurer le service liturgique à partir de 2004,.

## Description
Le site officiel de ce lieu de dévotion utilise le terme de « sanctuaire » pour se décrire, bien que le seul lieu de culte soit la chapelle aménagée dans la chambre des apparitions, qui est devenu le chœur de la chapelle conventuelle des sœurs dominicaines puis des sœurs de Saint-Jean qui leur ont succédé.
La basilique dessinée au moment de la construction du couvent à la fin du XIXe siècle n'a pas été construite faute de moyens.
Ce lieu de culte « privé » à l'origine n'a cessé d'évoluer depuis sa création. L'installation d'une communauté religieuse dès l'origine, la continuité de cette présence depuis bientôt 150 ans, les activités proposées par les Frères de Saint Jean, dont l'un est recteur du lieu, l'implication de l'archevêché de Bourges, font référence à ce lieu de culte sous le terme de « sanctuaire de Pellevoisin » ; l'utilisation du terme « sanctuaire » dans sa dénomination est donc passé dans l'usage.
La chapelle dite des apparitions.

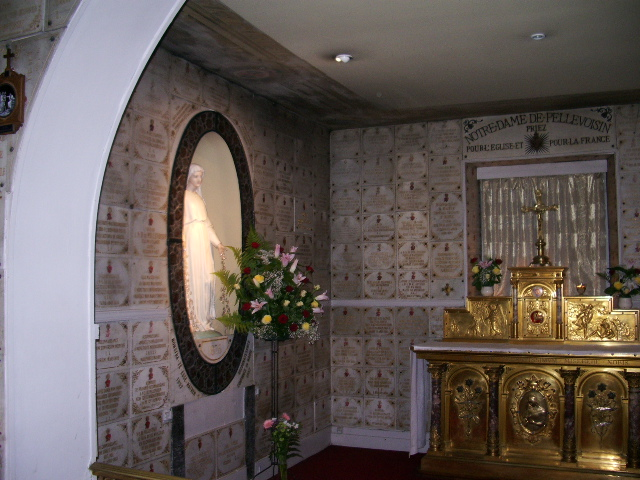
La chambre de la voyante aménagée en oratoire ; puis chœur de la chapelle conventuelle.

L'oratoire initial occupe la chambre dans laquelle Estelle Faguette, mourante, avait été installée au tout début de l'année 1876 : c'est là qu'elle a été gratifiée des cinq premières apparitions de février 1876, au terme desquelles elle a été guérie. Ce premier lieu de prière, oratoire privé installé en mai 1876 est devenue chœur de la chapelle dans ce qui deviendra le « sanctuaire de Pellevoisin », couvent, hôtellerie et parc à usage des pèlerinages.
Ce lieu est et reste en lien avec la « grotte de Lourdes » du château de Montbel, là où travaillait Estelle Faguette chez Les La Rochefoucauld-Montbel, et grotte où elle fit déposer sa « lettre à Marie », à l'origine desdites apparitions.
Le monastère des sœurs contemplatives de Saint Jean
Les religieuses de la Communauté Saint-Jean assurent une présence de prière dans le secteur du sanctuaire. Elles sont présentes depuis 1998, année où elles ont remplacé les sœurs dominicaines installées par la comtesse Marie-Luce de La Rochefoucauld-Montbel en 1893. Les pèlerins peuvent les rejoindre pour participer aux temps de prière. Les religieuses font également un travail d'artisanat, en plus de l’hôtellerie, afin de subvenir à leurs besoins.
Boutique et hôtellerie
Une hôtellerie assure l'accueil, l'hébergement et la restauration des pèlerins. Cet accueil se répartit entre différents sites dans le village : hôtellerie Saint-Dominique et centre Estelle Faguette « sur site » ; Maisons Notre-Dame en face et dernière maison d'Estelle dans le parc ; centre Saint-Jean-Paul II et Mère Térésa près de la gare. Une boutique est également présente sur le site.
L'église de Pellevoisin
L'église paroissiale du village de Pellevoisin, dédiée à saint Pierre et saint Paul, est le lieu où Estelle Faguette a fait placer un premier ex-voto remerciant pour sa guérison (un autre est situé dans le sanctuaire, au-dessus de l'emplacement de son lit d'agonie). Il est aussi un lieu de dévotion pour les pèlerins. Ce double lieu a été source de relations à la fois étroites et ambiguës, parfois difficiles, entretenues entre la comtesse et le curé Salmon, l'une tenant du développement du couvent, l'autre, de l'installation et du développement du pèlerinage dont il fut le premier initiateur au 9 septembre 1977.
Rénovation et agrandissement de la chapelle des apparitions

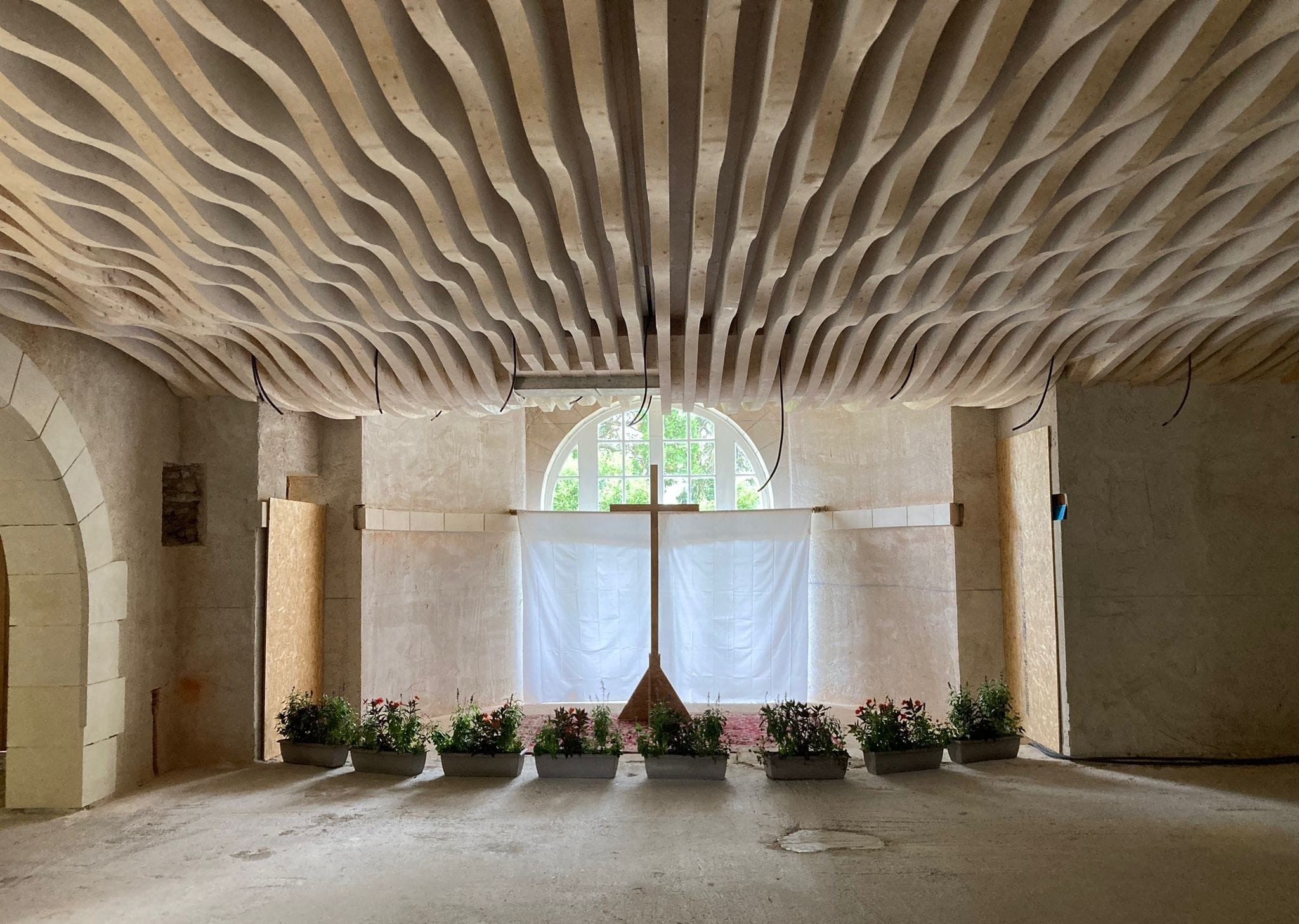
Le chœur de la chapelle rénovée : état au 31 août 2024.

En prévision du cent cinquantenaire des apparitions, l'opération "Cap 2026, rénovation de la chapelle et du sanctuaire" a été élaboré puis mis en chantier en 2023/2024.
- La chapelle des apparitions, conservée en l'état, deviendra une chapelle latérale de cette nouvelle "église". A cette fin, deux arcades ont été crées pour ouvrir l'ancien oratoire et son petit hall initial sur la grande salle adjacente.
- Cette grande salle, totalement réaménagée, modifiée, agrandie et embellie deviendra l'espace cultuel principal. Les quatre poteaux de soutènement qui coupaient l'espace en deux parties, à l'emplacement d'un mur abattu au XIXème siècle, ont été supprimés : en lieu et place, un plafond flottant accroché aux murs soutient le premier étage du couvent. Un nouvel autel y sera placé, orienté au Sud : installé dans une alcôve gagnée sur une des deux ailes du cloître intégrée à l'espace, sa large baie inondera le chœur et toute la nouvelle chapelle de lumière, tandis que deux grandes baies ont été percées au Nord, sur la cour : l'ancien portail, jusqu'alors muré est ré-ouvert, un second, identique, nouvellement percé.
- Les trois nouvelles baies recevront des vitraux, non figuratif au Sud, derrière l'autel, retraçant les apparitions côté cour.

Le gros œuvre devrait être achevé pour le grand pèlerinage d'août 2024. Les modifications concernant la redistribution d'une partie des extensions réalisées en 2009, l'Espace Estelle Faguette et la boutique sont en réflexion.

## Notoriété

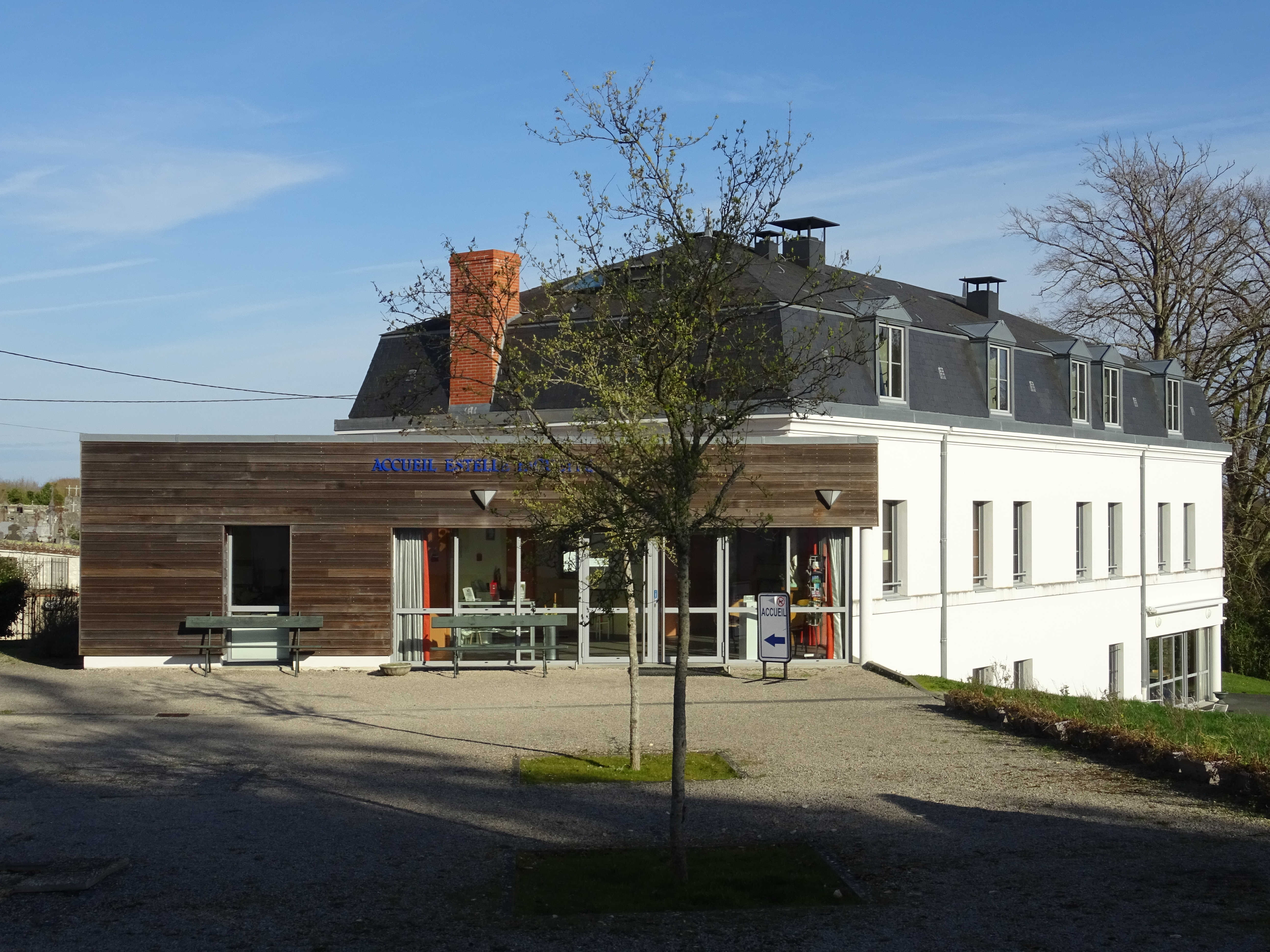
Le centre Estelle Faguette, depuis la « boutique du pèlerin ».

Un programme de session de formation annuel, des temps de rencontres et de retraites diverses et variées font de Pellevoisin un lieu vers lequel converge un public varié tout au long de l'année. Le programme du centre Estelle Faguette comprenait à cette fin une salle de conférence.
On s'attache à mettre en lumière la voie par laquelle la Vierge Marie a conduit Estelle Faguette sur le chemin d'une vie selon l'Evangile à travers les aléas de la vie : « Confiance, Calme, Courage… Je suis toute miséricordieuse… Sois simple… Je serai invisiblement présente auprès de toi… »
Le récit des cinq premières apparitions, qui rapportent que « le démon a été mis en fuite par la Vierge », est comme une actualisation de la révélation du combat spirituel dans le livre de l'Apocalypse au chapitre 12. Certains viennent demander des grâces de délivrances, de guérison ou de consolation sur le chemin parfois mouvementé de leur vie chrétienne.
Le sanctuaire organise chaque année un grand pèlerinage, fin août, avec l'archevêque de Bourges ou un évêque de France. Par exemple, c'était Mgr Philippe Barbarin, archevêque de Lyon, qui présidait le pèlerinage en 2017.
Le 12 septembre 2020, le sanctuaire a accueilli l'arrivée du pèlerinage de Notre-Dame de France, parti de Lourdes et de la Salette, sur le tracé du « grand M de Marie »,. L'événement a rassemblé environ 3 000 pèlerins. Le lendemain l'évêque Mgr Jérôme Beau est venu célébrer la messe et couronner la statue de Notre-Dame de Pellevoisin, et consacrer son diocèse aux deux Cœurs unis du Christ et de Marie.